# Exilioidea kelseyi
Exilioidea kelseyi är en snäckart som först beskrevs av Dall 1908.  Exilioidea kelseyi ingår i släktet Exilioidea och familjen Turbinellidae. Inga underarter finns listade i Catalogue of Life.